# Tjeteti
Tjeteti war ein hoher altägyptischer Beamter am königlichen Hof am Ende der 6. Dynastie (Altes Reich) oder kurz danach. Er ist bisher nur von seinem Grab in Sakkara bekannt. Tjeteti trug unter anderem die Titel „Königlicher Siegler“, „Persönlicher Schreiber des Königs“ und „Vorsteher der Doppelscheune“. Sein Grab wurde von Cecil Firth gefunden, jedoch sind die Grabungsergebnisse nie vollständig publiziert worden. In dem Grab fand sich eine Scheintür sowie eine Stein- und 17 Holzfiguren, die Tjeteti darstellen. Die Funde wurden an verschiedene Museen in aller Welt verkauft.